# Верзене (Иран)
Верзене́ (перс. ورزنه‎) — город в центральном Иране, в провинции Исфахан. Входит в состав шахрестана  Исфахан.

## География
Город находится в южной части Исфахана, в гористой местности, на высоте 1465 метров над уровнем моря.
Верзене расположен на расстоянии приблизительно 90 километров к востоку-юго-востоку (ESE) от Исфахана, административного центра провинции и на расстоянии 373 километров к юго-юго-востоку (SSE) от Тегерана, столицы страны.

## Население
По данным переписи, на 2006 год население составляло 11 506 человек; в национальном составе преобладают персы (носители одного из центральноиранских диалектов верзенеи), в конфессиональном — мусульмане-шииты.